# Fostoria (Iowa)
Fostoria est une ville du comté de Clay, situé en Iowa, aux États-Unis. Elle comptait 231 habitants lors du recensement de 2010.

## Source
- (en) Cet article est partiellement ou en totalité issu de l’article de Wikipédia en anglais intitulé « Fostoria, Iowa » (voir la liste des auteurs).